# Państwo złożone
Państwo złożone – państwo składające się z mniejszych jednostek składowych (np. stany, landy), posiadających określoną samodzielność. Jednostki te mogą posiadać własny system prawny i organy władzy politycznej.